# Pierre Morissette
Joseph Paul Pierre Morissette (ur. 22 listopada 1944 w Thetford-Mines) – kanadyjski duchowny katolicki, biskup Saint-Jérôme w latach 2008–2019.

## Życiorys
Święcenia kapłańskie otrzymał 8 czerwca 1969 i inkardynowany został do archidiecezji Quebecu. Po krótkim stażu wikariuszowskim w Québecu odbył w Rzymie studia licencjanckie z socjologii. Po powrocie do kraju rozpoczął pracę w wydziale duszpasterskim kurii, zaś w 1987 został jego dyrektorem.
27 lutego 1987 otrzymał nominację na biskupa pomocniczego Québecu ze stolicą tytularną Mesarfelta. Sakry biskupiej udzielił mu 12 czerwca 1987 kard. Louis-Albert Vachon.
17 marca 1990 papież Jan Paweł II mianował go ordynariuszem Baie-Comeau w metropolii Rimouski. 3 lipca 2008 przeniesiony na biskupstwo Saint-Jérôme w metropolii Montrealu.
W latach 2007–2009 był wiceprzewodniczącym Konferencji Episkopatu Kanady, a w latach 2009–2011 był jej przewodniczącym. 21 maja 2019 przeszedł na emeryturę.